# Nepenthes neoguineensis
Nepenthes neoguineensis ist eine fleischfressende Pflanze aus der Gattung der Kannenpflanzen (Nepenthes). Sie wurde 1911 vom Botaniker John Muirhead Macfarlane erstbeschrieben. Ihr Artepitheton „neoguineensis“ ist eine Anspielung auf die Herkunft dieser Art, nämlich Neuguinea.

## Beschreibung
Nepenthes neoguineensis ist ein mehrjähriger, immergrüner Halbstrauch dessen kletternde Triebe mehrere Meter Länge erreichen und im Alter verholzen. Aus dem Holz treibt die Pflanze oft Jungtriebe aus. Die Blätter von Nepenthes neoguineensis sind ledrig, von breit-elliptischer Form und sitzen wechselständig am Trieb. Sie werden bis zu 35 cm lang.

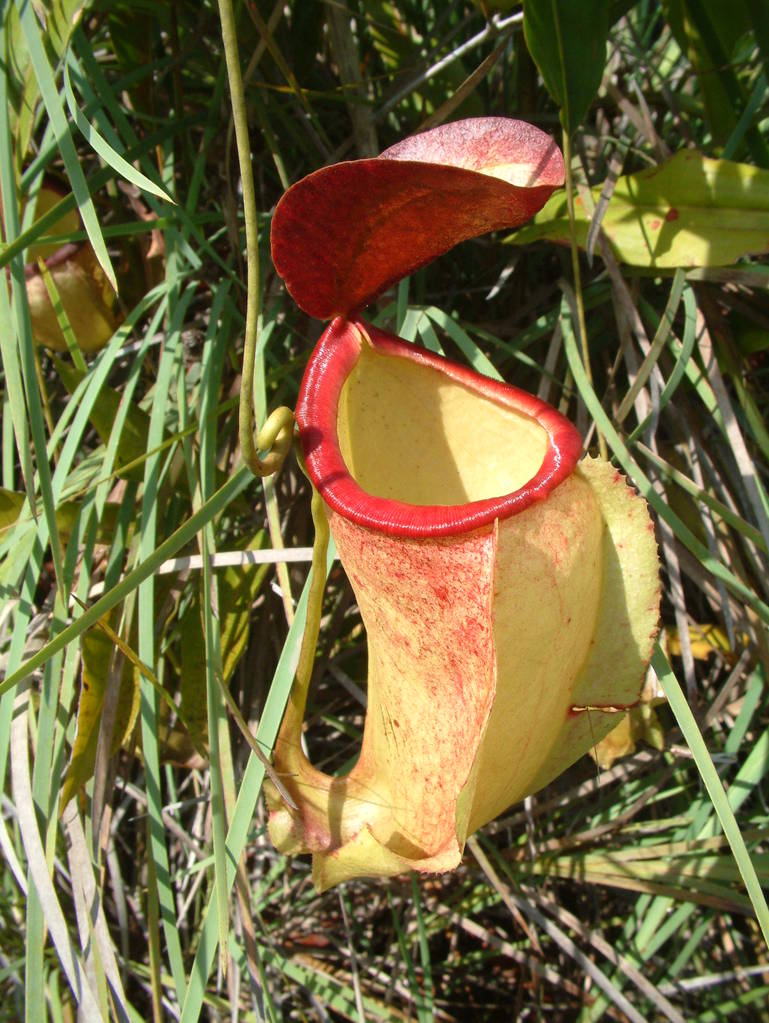
Obere Kanne

Die Kannen von Nepenthes neoguineensis weisen einen deutlichen Dimorphismus auf: Die unteren Kannen sind becherförmig und weisen einen leicht übergroßen Deckel auf. Die Flügelleisten sind breit-ausladend und mit feinen Wimpern verziert.
Die oberen Kannen sind breit-trichterförmig, haben ebenfalls große, ausladende Flügelleisten und schmal-herzförmige Deckel. Das Peristom ist bei den oberen Kannen etwas schmaler als bei den unteren. Beide Kannentypen weisen eine markante Aderung auf. Die Färbung der Kannen ist sehr variabel.

### Blütenstand und Früchte

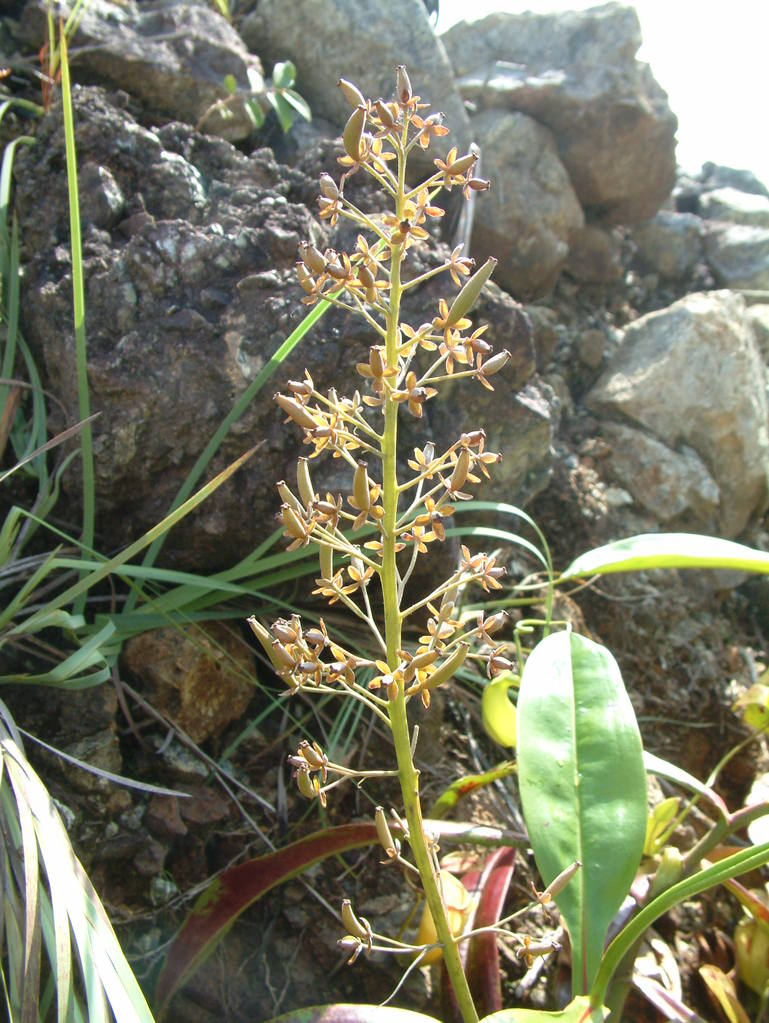
Blüten

Die Blüten von Nepenthes neoguineensis sind getrennt zweihäusig (diözisch) und erscheinen an einer bis zu 44 cm langen Rispe. Sie besitzen vier Kronblätter und können rötlich, bei intensiver Sonneneinstrahlung auch tief weinrot sein. Ihr Durchmesser beträgt 8 mm.

## Heimat/Herkunft
Die Art stammt aus Neuguinea, wo sie schwach bewaldete oder buschreiche Feuchtsavannen in Höhenlagen von 900 bis 1400 Metern bewohnt. Nepenthes neoguineensis gehört zu den wenigen Kannenpflanzenarten, die volle Sonne vertragen.

## Botanische Geschichte
Im Jahre 1910 bereiste der Botaniker John Muirhead Macfarlane Neuguinea und stieß dabei auf Nepenthes neoguineensis. Er bestaunte das ausgefallene Erscheinungsbild der Pflanze und brachte erste Exemplare nach Europa.
Nepenthes neoguineensis ist eng verwandt mit Nepenthes papuana, welche dasselbe Verbreitungsgebiet bewohnt.
Ihr sehr ähnlich im Erscheinungsbild ist Nepenthes paniculata, deren Luftkannen allerdings keine bewimperten Flügel aufweisen und deutlich schlanker sind.